# Bara (Genre)
Bara (薔薇, „Rose“), auch bekannt als Men’s Love (メンズラブ, abgekürzt ML), ist die japanische Bezeichnung für ein Genre in Kunst und Fiktion, welches sich auf die homoerotische Darstellung von Männern fokussiert. Seinen Ursprung fand Bara in Fetischmagazinen in den 1950er Jahren. Die Bezeichnung ist wahrscheinlich abgeleitet vom Magazin Barazoku („Stamm der Rosen“), das von 1971 bis 2004 erschien. Populäre Medien für Bara sind Mangas (gei komi, ゲイ コミ), Illustrationen sowie Videospiele, insbesondere Visual Novels, mit suggestiven oder pornographischen Inhalten. Die Mangaserien erscheinen vor allem als Beilagen in Szenemagazinen, daneben sind auch einige kurzlebige Mangamagazine erschienen, die sich ausschließlich dem Genre widmeten. Viele Werke des Genres werden als Dōjinshi veröffentlicht. Wegen der geringen Präsenz im klassischen Mangamarkt wurde jedoch nie ein dem Genre zuzuordnender Anime produziert.
Verschiedene Ausprägungen des Genres können sich visuell und narrativ voneinander unterscheiden. Allgemein zeichnet sich Bara durch seine Maskulinität und Idealisierung der Männlichkeit aus. Bara-Charaktere haben verschiedene Grade an Muskulosität, Beleibtheit und Körperbehaarung, nicht unähnlich den Idealen der Bear Community. 
In westlichen Kreisen wird Bara oftmals unter Boys Love oder Yaoi zusammengefasst, der in Japan dagegen nur an Frauen gerichtete Geschichten über sexualisierte Beziehungen zwischen Männern bezeichnet. Dagegen richtet sich Bara explizit an ein schwules Publikum. Die Darstellung homosexueller Beziehungen in Bara wird oft als realistischer als in Yaoi bezeichnet, Sex sei eher unbeschwert und als Vergnügen dargestellt. Dagegen richtet Yaoi den Fokus eher auf existenzielle Ängste und Dramen in einer Beziehung. Auch folgt Yaoi stärker einem schlanken, androgynen Schönheitsideal (Bishōnen), wobei sich deren Zielgruppe im Laufe der 2010er Jahre auch für die „männlicheren“ Schönheitsideale von Bara geöffnet hat. Für das weibliche Publikum von Yaoi sei Bara daher weniger interessant, da dieses nicht realistische, sondern idealisierte Darstellungen von Homosexualität suche. Die Grenzen sind jedoch fließend. So behandeln auch einige in Shōjo-Magazinen erschienene Serien Homosexualität auf ernsthafte, realistische Weise.